# Rhus microphylla
Rhus microphylla là một loài thực vật có hoa trong họ Đào lộn hột. Loài này được Engelm. miêu tả khoa học đầu tiên năm 1852.